# 八掌渓
八掌渓（はっしょうけい）は、台湾南部地方を流れる河川。旧称は八奨渓。嘉義市、嘉義県と台南市の境を形成する。
八掌の名前は、地名や流域の郷鎮の名前に由来するものではない。川の傾斜が比較的緩やかで支流も多く、非常に多いという意味の8本以上にもなることから八掌という名前がついたとされている。
元嘉義（嘉義市）八景の鷺橋跨浪の浪は八掌渓の浪である。

## 地理
嘉義県阿里山山中の標高1,940mにある奮起湖に源を発し、嘉義市の西区、東区、嘉義県の番路郷、中埔郷、水上郷、鹿草郷、布袋鎮、義竹郷および台南市の白河区、後壁区、塩水区、学甲区、北門区を流れ、嘉義県布袋鎮の虎尾寮から台湾海峡に注いでいる。全長は約80.86km、流域面積は474.74平方キロメートル、平均斜度は1:42となっている。

## 支流
- 赤蘭渓
- 頭前渓

## 交通アクセス
- 嘉義市公車
  - 市区1(嘉義市東区の八掌渓)
- 台湾鉄路管理局
  - 縦貫線南靖駅(水上の八掌渓)